# Darreh-ye Bīzhan-e Soflá
Darreh-ye Bīzhan-e Soflá (persiska: درّه بيژن سفلى) är en ort i Iran.   Den ligger i provinsen Lorestan, i den västra delen av landet, 300 km sydväst om huvudstaden Teheran. Darreh-ye Bīzhan-e Soflá ligger 1 764 meter över havet och antalet invånare är 122.
Terrängen runt Darreh-ye Bīzhan-e Soflá är huvudsakligen kuperad, men åt sydost är den bergig.Runt Darreh-ye Bīzhan-e Soflá är det ganska tätbefolkat, med 72 invånare per kvadratkilometer. Närmaste större samhälle är Chaghalvandī, 7,4 km sydväst om Darreh-ye Bīzhan-e Soflá. Trakten runt Darreh-ye Bīzhan-e Soflá består i huvudsak av gräsmarker.